# Tabarie Henry
Tabarie Joil Henry (* 1. Dezember 1987 in St. Thomas) ist ein Leichtathlet von den Amerikanischen Jungferninseln, der sich auf den 400-Meter-Lauf spezialisiert hat.
Bei den Olympischen Spielen 2008 in Peking erreichte er über 400 Meter die Halbfinalrunde, schied dort aber trotz einer persönlichen Bestleistung von 45,19 s aus. Sein bisher bestes internationales Ergebnis erzielte er bei den Weltmeisterschaften 2009 in Berlin, als er im Finale des 400-Meter-Laufs in 45,42 s den vierten Platz belegte. Bei den Weltmeisterschaften 2011 in Daegu wurde er in 45,55 s Siebter.
Tabarie Henry hat bei einer Körpergröße von 1,85 m ein Wettkampfgewicht von 75 kg.

## Bestleistungen
- 200 m: 20,71 s, 8. Mai 2009, Arkansas City (Kansas)
- 400 m: 44,77 s, 23. Mai 2009, Hutchinson (Kansas)